# Géderlak
Géderlak is een plaats (község) en gemeente in het Hongaarse comitaat Bács-Kiskun. Géderlak telt 1085 inwoners (2005).